# Islotes Cuatro Hermanos
Los Islotes Cuatro Hermanos, antiguamente conocidas como Crossman) son un Archipiélago de 4 islas deshabitadas, localizadas en la provincia ecuatoriana de Galápagos, cerca de la Isla Isabela, en el parque nacional Islas Galápagos, en el océano Pacífico. Son de origen volcánico y con forma de conos moldeados a partir de la acción de las olas del mar, constituyen un sector reservado por ser un santuario de aves. Solo se puede acceder a ellos a través de un viaje por mar en bote o lancha desde el puerto ecuatoriano de Villamil. La actividad turística más popular es la práctica del buceo.

## Islas
| Nombre                       | Coordenadas geográficas                     | superficie |
| ---------------------------- | ------------------------------------------- | ---------- |
| Islote Cuatro Hermanos 2     | 00°50′53″S 90°48′03″O / -0.84806, -90.80083 | 30,4 ha    |
| Islote Cuatro Hermanos Este  | 00°50′54″S 90°45′04″O / -0.84833, -90.75111 | 7,2 ha     |
| Islote Cuatro Hermanos Oeste | 00°50′50″S 90°48′43″O / -0.84722, -90.81194 | 20,4 ha    |
| Islote Cuatro Hermanos Sur   | 00°51′48″S 90°46′31″O / -0.86333, -90.77528 | 72,9 ha    |